# Râul Moieciul Rece
Râul Moieciul Rece este unul din brațele care formează râului Turcu. 

## Hărți
- Harta județului Brașov